# Hamid Abdoune
Hamid Abdoune (ur. 5 kwietnia 1961) – francuski judoka. Startował w Pucharze Świata w 1989, 1990, 1992, 1993 i 1995. Mistrz Europy w drużynie w 1992 i drugi w 1989 i 1990. Wicemistrz Europy juniorów w 1989 roku. Mistrz Francji w 1991 roku.